# Zničená planeta
Zničená planeta (v anglickém originále The Survivors) je v pořadí třetí epizoda třetí sezóny seriálu Star Trek: Nová generace. V této epizodě Enterprise dorazí k federační kolonii, kde záhadný útočník vyhladil všech 11 000 obyvatel, ale dva zázračně přežili. Tito (jménem Kevin Uxbridge a Rishon Uxbridge) odmítnou pomoc a nechtějí být zachráněni. Posádla Enterprise musí zjistit, proč tu zůstali jen dva přeživší na jinak opuštěné planetě.

## Příběh
USS Enterprise D reaguje na tísňové volání federační kolonie na Delta Rana IV. Zjistí, že planeta byla kompletně zdevastována a zbavena života, ale uprostřed pustiny zůstal stát malý nedotčený kus země s jediným domem. Když se na toto místo transportuje výsadek, naleznou zde dva lidi (Kevin a Rishon Uxbridge). Byli svědky útoku na kolonii a její zničení, ale nebyli si vědomi, že jsou jediní přeživší. Ačkoliv Kevin by byl raději, kdyby Enterprise odletěla a nechala je na pokoji, Rishon jim dovolí zůstat a prohlédnout si dům, zda by to třeba nepomohlo najít odpověď na otázku, proč byli ušetřeni. Tým zde nenalézá nic zajímavého, kromě malé hrací skříňky. Trvají na jejich nalodění na Enterprise v zájmu jejich vlastní bezpečnosti, ale oni to odmítají. Na palubě lodi zatím Deanna Troi začíná z nějakého důvodu znovu a znovu slyšet zvuk z oné hrací skříňky, což jí dovádí k šílenství.
Na orbitě planety se objeví neznámá loď a zaútočí na Enterprise, pak se otočí a velkou rychlostí se začne vzdalovat. Enterprise se nejdříve dá do pronásledování, ale nakonec kapitán Picard nařizuje návrat k planetě. Pak se přidá do druhého výsadkového týmu, aby se dozvěděl od obou přeživších nad šálkem čaje více o tom, o co tu vlastně jde. Kevin si myslí, že byli ušetřeni, protože jsou pacifisté, a opět odmítne nalodění na Enterprise. Po návratu výsadku zpět na Enterprise se opět na orbitě objeví neznámá loď, ale Picard přikáže opustit systém, protože se domnívá, že si s nimi někdo pohrává.
Když se k planetě vrátí, druhá loď není nikde v dohledu, a tak se opět přenese na povrch a žádá Uxbridgovi, aby se vrátili i s ním, a také jim poví o problému poradkyně Troi. Když je opět odmítnut, sdělí jim, že Enterprise zde zůstane, dokud budou žít, aby je ochránili, a vrátí se, odkud přišel. Neznámá loď se brzy objeví znovu a zničí dům obou kolonistů. Picard nařídí zaútočit a tentokrát ji velmi snadno zničí. Kapitán, kterému se to vše, jak již bylo řečeno, zdá podezřelé, přikáže zaujmout vyšší orbitu a pokračuje ve skenování planety. Za krátkou dobu se dům na planetě znovu objeví.
Dává rozkaz, aby byli Kevin i Rishon transportováni na Enterprise, a pak konfrontuje Kevina svými závěry na celou situaci: Jejich dům byl zničen při původním útoku, kdy zemřelo všech 11 000 kolonistů a Rishon byla zabita, ale Kevin není člověk a nějak je oba zase obnovil. Cizí válečná loď je jen Kevinův nástroj, aby přinutil Enterprise odletět: Při posledním fiktivním útoku to vypadalo jako, že byli Uxbridgovi zabiti, a Enterprise by pak neměla důvod dále zůstávat a bránit je. Kevin přiznává pravdu a iluze Rishon se rozplyne. Pak jde za poradkyní Troi, aby jí zbavil mučivé hudby. Tu do ni vpravil, aby ho nebyla schopná jako poloviční Betazoid telepaticky identifikovat.
Prozradí také, že je Douwd, neuvěřitelně mocná a nezničitelná forma energie. Když cestoval v lidské podobě, potkal Rishon a zamiloval se do ní. Nakonec se usadili na Rana IV. Když byla tato planeta napadena agresivním a destruktivním druhem nazývaným Husnockové, odmítl se vzhledem k tomu, že jeho druh je striktně pacifistický, boje zúčastnit. Ale Rishon tak učinila a zemřela společně s ostatními 11 000 kolonisty. Nikdy se tak nedozvěděla, že Kevin není člověk.
Zasažen zármutkem a zuřivostí, Kevin použil svou sílu, aby vyhladil Husnocky. Nejenom útočící loď a její posádku, ale všechny a všude - celý druh čítající přes 50 miliard jedinců. Zděšen svým činem si zvolil dobrovolné vyhnanství na planetě, vytvořil si kopii Rishon a jejich domu a rozhodl se zde strávit svůj čas po zbytek věčnosti. Napodobeninu husnocké lodi pak využíval k zastrašování, aby si uchoval ústraní a samotu. Picard cítí, že není ten správný, kdo by měl Kevina soudit, a rozhodne, že nejlepší bude, když bude tento Douwd pokračovat ve svém exilu. Enterprise pak opustí v míru jeho iluze a Picard varuje, aby byl ponechán sám.